# Carmen Martínez Castro
Carmen Martínez Castro (Caracas, Venezuela, 1961) es una periodista española de origen venezolano que fue la secretaria de Estado de Comunicación en el Ministerio de la Presidencia de España desde 2011 hasta 2018, siendo con ello la más longeva en cuanto a estadía en el cargo y única titular del mismo que ha conseguido desempeñarlo en un periodo superior a una legislatura.

## Carrera
Es licenciada en Ciencias de la Información por la Universidad Complutense de Madrid, en sus primeros años trabajó en Radio 80 y Antena 3 Radio. Posteriormente fue columnista en ABC y La Razón, así como colaboradora de los programas televisivos de El Primer Café y La Respuesta (Antena 3) y El Debate de la Primera (TVE). También ha sido subdirectora de los programas radiofónicos de La Linterna y La Mañana (COPE) y de Herrera en la Onda (Onda Cero); además, fue directora de La Brújula y del informativo de mediodía de Onda Cero.
El 5 de mayo de 2018, en el contexto de un acto público del Presidente del Gobierno Mariano Rajoy en Alicante, Carmen Martínez, presente a la entrada del acto, criticó en privado a manifestantes contra el cambio en el gobierno del ayuntamiento de dicha ciudad por un caso de transfuguismo con un "Dan ganas de hacer un corte de mangas y decir os jodéis", palabra captadas por una grabación cercana, que se viralizaría. El comentario fue objeto de una amplia polémica recogida por la mayoría de medios españoles. Posteriormente, Carmen Martínez pidió disculpas por sus palabras.
Desde el año 2019 desempeña el cargo de directora general del Foro La Toja, que tiene lugar en la Isla de la Toja (Pontevedra) y que cada año convoca a grandes personalidades del mundo académico, intelectual, económico y político.